# Klaus Scherberich
Klaus Scherberich (* 1961) ist ein deutscher Althistoriker und Geschichtsdidaktiker.
Klaus Scherberich studierte Geschichte und Latein an der Universität zu Köln. Dort legte er 1989 das 1. Staatsexamen für die Sekundarstufe I und II ab. Mit Untersuchungen zur vita Claudii des Sueton wurde er 1993 in Köln promoviert. Ein Jahr später legte er auch das 2. Staatsexamen für das Lehramt in beiden Sekundarstufen ab. Seit 1996 ist er an der RWTH Aachen beschäftigt. Zunächst war Scherberich  bis 2001 wissenschaftlicher Assistent Raban von Haehlings, seit der 2001 erfolgten Habilitation als Oberassistent und Privatdozent. Thema der Habilitation war Koinè symmachía. Untersuchungen zum Hellenenbund Antigonos' III. Doson und Philipps V. (224–197 v. Chr.). Zwischen 2003 und 2005 vertrat er die Professur für Didaktik der Geschichte am Historischen Institut der RWTH Aachen. Danach wurde Scherberich zum Studienrat im Hochschuldienst, 2007 zum Oberstudienrat und 2010 zum außerplanmäßigen Professor ernannt.
Scherberich hat seine Forschungsschwerpunkte bei der Griechischen Geschichte des 3. Jahrhunderts v. Chr., der Römischen Kaiserzeit sowie der allgemeinen antiken Historiographie. Er beschäftigt sich auch mit der Fachdidaktik in den Geschichtswissenschaften.

## Schriften
Monographien
- Koinè symmachía. Untersuchungen zum Hellenenbund Antigonos' III. Doson und Philipps V. (224–197 v. Chr.) (= Historia Einzelschriften. Band 184). Steiner, Stuttgart 2009, ISBN 978-3-515-09406-1.

Herausgeberschaften
- mit Raban von Haehling: Roma versa per aevum. Ausgewählte Schriften zur heidnischen und christlichen Spätantike (= Spudasmata. Band 74). Olms, Hildesheim u. a. 1999, ISBN 3-487-11032-6.
- mit Tobias Arand: Schule – Europa – Technik. Der neue Lehramtsstudiengang Geschichte an der RWTH Aachen. Ziele – Formen – Inhalte. Shaker, Aachen 2003, ISBN 3-8322-2255-3.
- Neues Testament und antike Kultur. Band 2: Familie – Gesellschaft – Wirtschaft. Neukirchener Theologie, Neukirchen-Vluyn 2005, ISBN 3-7887-2037-9.